# Kubasmaragdkolibri
Der Kubasmaragdkolibri oder Kubakolibri (Riccordia ricordii; Syn.:  Chlorostilbon ricordii, Ornismya Ricordii) ist eine Vogelart aus der Familie der Kolibris. Die Art hat ein Verbreitungsgebiet, das etwa 120.000 Quadratkilometer umfasst. Der Bestand wird von der IUCN als nicht gefährdet (Least Concern) eingeschätzt.

## Kennzeichen

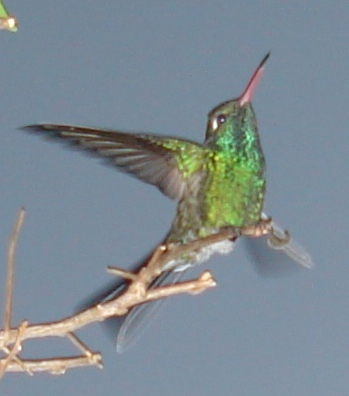
Männlicher Kubasmaragdkolibri

Weiblicher Kubasmaragdkolibri

Der Kubasmaragdkolibri erreicht eine Körperlänge von 9 bis 10 cm. Der Oberschnabel ist schwarz, der Unterschnabel orange bis korallrot. Die Oberseite des Männchens glitzert hellgrün bis goldgrün, was an den Flanken und Bauch ins Bronzegrün übergeht. Die Kehle ist goldengrün bis tiefblau. Der lange gegabelte Schwanz ist dunkel bronzegrün, wobei die äußeren Steuerfedern in ein grünlich Schwarz bis Schwarz übergehen. Die Oberseite des Weibchens hat eine grassgrüne bis bronzegrüne Färbung. Die Unterseite ist im Gegensatz zum Männchen hellgrau bis weiß, wobei die Färbung seitlich ins Grün übergeht. Beide Geschlechter haben einen weißlichen Punkt hinter dem Auge.

## Vorkommen

Verbreitungsgebiet des Kubasmaragdkolibris

Er kommt, trotz seines Namens, nicht nur auf der Antilleninsel Kuba vor, sondern auch auf den Bahamas.
Er lebt in einer Vielzahl von Lebensräumen, von lichten Wäldern bis zu den Gärten.

## Männchen
Das Männchen hat einen Schnabel von mittlerer Länge mit einem schwarzen oberen Kiefer sowie einem heller gezeichneten Unterkiefer mit einer schwarzen Spitze. Das Federkleid ist glänzend grün und fällt durch einen Schimmer von metallischem Blau auf. Die Unterschwanzfedern sind weiß, das Schwanzendstück ist tief gegabelt.

## Weibchen
Das Weibchen ist ähnlich gezeichnet, aber das untere Federkleid ist bräunlich-grau mit grünen Flanken. Das
Schwanzendstück ist etwas weniger gegabelt.

## Nahrung
Sie ernähren sich von Nektar und Insekten.

## Etymologie und Forschungsgeschichte
Die Erstbeschreibung erfolgte durch Paul Gervais unter dem Namen Ornismya Ricordii. Als Fundort nannte er Santiago de Cuba. Lange wurde die Art unter der Gattung Chlorostilbon Gould, 1853 geführt. Dieses Wort setzt sich aus den griechischen Worten »chlōros χλωρός« für »grün« und »stilbōn στίλβων« für »scheinend« zusammen. Die Griechen gaben dem Merkur den Beinamen Stilbōn, was auf das Verb »stilb« für »blinken« zurückzuführen ist. Neuere Studien von Jimmy Adair McGuire, Christopher Cooper Witt, James Vanderbeek Remsen Jr, Ammon Corl,  Daniel Lee Rabosky, Douglas Leonard Altshuler, Robert Dudley aus dem Jahr 2014 oder von Blanca Estela Hernández Baños, Luz Estela Zamudio Beltrán und Borja Milá aus dem Jahr 2020 kommen zu dem Schluss, dass der Kubasmaragdkolibri der Gattung Riccordia Reichenbach, 1854 zugeschlagen werden muss. Mit dem Artname »ricordii« wurde der Sammler des Typusexemplars Jean Baptiste Alexandre André Esprit Ricord (1792–1876) geehrt. Zur Beschreibung lieferte Christophe Annedouche (1803–1866) die Illustration eines Männchens. und eines Weibchens Da Reichenbach die Gattung u. a. für Orn. Riccordii de la Sagra 1839 einführte, ist der Gattungsname ebenso dem Sammler gewidmet.

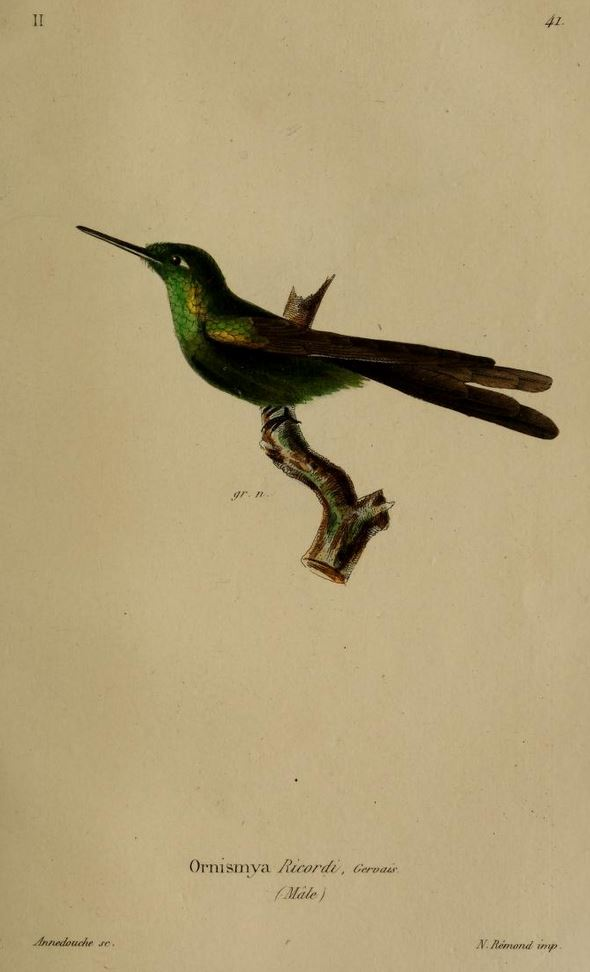
Kubasmaragdkolibri ♂ Lithografie von Christophe Annedouche
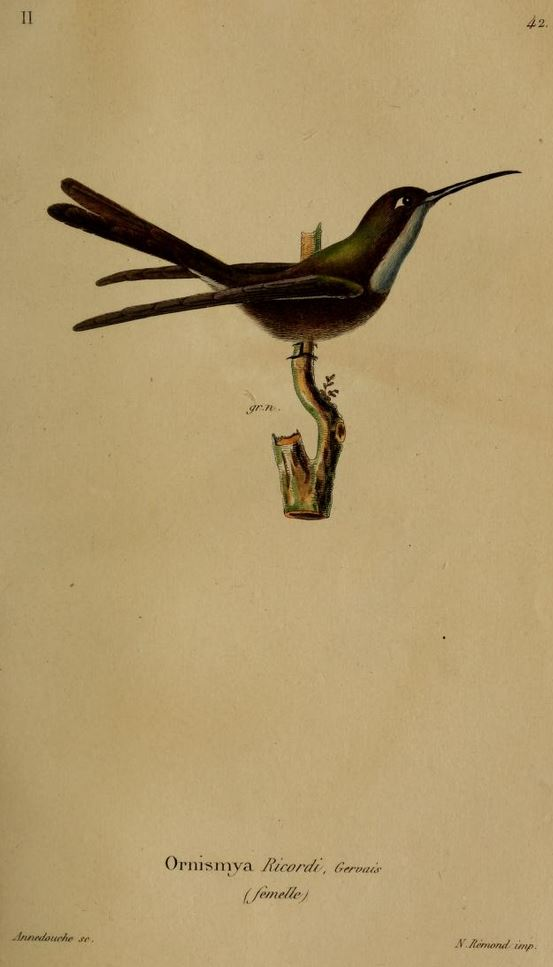
Kubasmaragdkolibri ♀ Lithografie von Christophe Annedouche